# Auregnais
El aureñés o auregnais (francés auregnais o aurignais, autoglotónimo aoeur'gny o auregny) es un dialecto normando  de las  Islas del Canal de la Mancha hablado en Alderney. Estaba estrechamente relacionado con los dialectos de las islas vecinas: jerseyés de Jersey, guerneseyés de Guernsey, sarkés de Sark, así como con el normando continental en el continente europeo.
El dialecto aureñés se extinguió en el siglo XX. Sólo sobreviven unos pocos ejemplos de aureñés, principalmente en nombres de lugares en Alderney, y se sabe que existe una grabación de audio.

## Historia
El último hablante nativo conocido de aureñés murió alrededor de 1960. El lingüista Frank Le Maistre, autor del Dictionnaire Jersiais-Français, grabó las únicas muestras de audio conocidas de la lengua, que publicó en 1982.
Una razón por la que se extinguió esta variante lingüística fue el movimiento de la población. En particular, la afluencia de trabajadores del Reino Unido empleados por el gobierno británico en la construcción del abortado proyecto de puerto y otras fortificaciones (durante el reinado de la reina Victoria), así como el estacionamiento de una considerable guarnición británica entre la pequeña población, sirvieron para relegar a Auregnais a un estatus menor para la comunicación. Se pensó que la evacuación de casi todos los Auregnais indígenas al continente británico durante la Segunda Guerra Mundial (la isla fue ocupada por la Wehrmacht) fue un factor importante en la pérdida final de la lengua hablada.
Otra razón por lo que la lengua se perdió fue que fue ignorada a nivel oficial, especialmente en el sector educativo, donde no se enseñaba en absoluto. Esto llevó a una situación en la que, como señaló el periódico de Guernsey "Le Bailliage" en 1880, los niños habían dejado de hablar el idioma entre ellos, en parte debido a que los maestros desalentaban su uso en favor del francés. Sin embargo, junto con la disminución de aureñés se dio la disminución en el uso del francés estándar. El francés dejó de ser un idioma oficial en la isla en 1966. El francés oficial utilizado en las Islas del Canal  difiere ligeramente del francés metropolitano y en gran medida del normando vernáculo.

## Apellidos y topónimos
Todavía existen rastros del idioma en muchos, si no en la mayoría, de los topónimos locales. Muchos de estos han sido gallicizados, pero algunos ejemplos notables incluyen Ortac (Or'tac), Burhou (con el sufijo -hou y el primer elemento del nombre "Puerto de Braye.
Una o dos palabras permanecen en el inglés local, por ejemplo, vraic (fertilizante de algas – una palabra común en todas las Islas del Canal), y la pronunciación de ciertos apellidos locales, por ejemplo, Dupont y Simon como dipõ y symõ en lugar de la pronunciación parisina estándar. Algunas personas mayores todavía pueden recordar que se habló, y saber una o dos palabras.

## Les Casquets
Inusualmente, para un dialecto tan pequeño, el aureñés poseía un exclave o "colonia" de hablantes en Les Casquets durante varios años. Algernon Charles Swinburne basó su poema "Les Casquets" en la familia Houguez que en realidad vivió en las islas durante 18 años. La familia Houguez vino de Alderney, y la evidencia apunta a que sus miembros son hablantes de aureñés; de hecho, la hija se casó con un hombre de Alderney. Durante este tiempo, estuvieron aislados y habrían tenido pocos visitantes, pero habrían hablado aureñés la mayor parte del tiempo.